# Miss Pooja
Gurinder Kaur Kainth (Rajpura, 4 de diciembre de 1980), conocida artísticamente como Miss Pooja (panyabí: ਮਿਸ ਪੂਜਾ (gurmukhí), مِس پُوجا (shahmukhí), मिस पूजा (devanagari) es una cantante india. Antes de que iniciara su carrera como cantante profesional, recibió una maestría en música y trabajó como profesora de música en la Escuela Pública en Patel Rajpura, India. Eligió Miss Pooja como su nombre profesional, porque Puya era su apodo desde la infancia. Es ampliamente considerada una de las intérpretes más importantes en idioma panyabí. Durante los años ochenta del siglo XX hasta principios del siglo XXI, sus canciones cantadas en panyabí contaron bajo la colaboración de los DJ. Sin embargo, Miss Pooja empezó a cantar en eventos como fiestas. Se ha convertido en la artista femenina de mayor venta de música bhangra tanto en la India como en el extranjero. En parte su éxito viene de que se ha dedicado a trabajar también dentro de los estudios de grabación. Ha compartido los escenarios con más de 70 cantantes diferentes en su país de origen.

## Carrera
Miss Pooja comenzó su carrera con Darshan biznaga y lanzó un álbum titulado Piyari Jaan, que fue lanzado en enero de 2006. Desde entonces ha grabado con duetos de artistas más de 2000 canciones, que contó con un lanzamiento de 350 álbumes. 
Miss Pooja realizó una gira por los Estados Unidos en 2006. En 2007, el concierto de Miss Pooja fue transmitido en vivo en el Reino Unido en la red de la BBC Asia. En 2008 realizó una gira por el Reino Unido junto al cantante canadiense Jazzy B.
En 2009, Miss Pooja ganó la nominación de Mejor Artista Internacional en los Premios de la Música del Reino Unido de Asia. 
En 2010 ganó el Mejor Álbum Internacional por su Jatt álbum romántico. 
En 2011 fue nominada para el Desarrollo Internacional por Tanveer Dhami como Mejor Álbum Internacional (por Panjaban) y terminó ganando otra nominación de Mejor Artista Internacional.

## Discografía (en solitario)
| Año  | Álbum                                          | Etiqueta                                          |
| ---- | ---------------------------------------------- | ------------------------------------------------- |
| 2011 | Locking better the detentions [cita requerida] | Kamlee Records LTD/Planet Recordz/Speed Records   |
| 2011 | The Miss Pooja Project: Volume 2               | Underground/ParasiteDARK Records                  |
| 2010 | Golden Girl                                    | Goyal Music                                       |
| 2010 | The Miss Pooja Project: Volume 1               | Underground/ParasiteDARK Records                  |
| 2009 | Romantic Jatt                                  | MovieBox/Planet Recordz/R&P Records/Speed Records |
| 2008 | Miss Pooja in Desi Mood                        | Goyal Music                                       |
| 2008 | Miss Pooja Top 10 All Time Hits Vol. 5         | Simran Music Industries                           |
| 2008 | Miss Pooja: Live in Concert                    | Speed Records                                     |
| 2008 | On Full Speed 2                                | Goyal Music                                       |
| 2007 | Queen of Duets                                 | Lucky Star                                        |
| 2007 | Top 10 All Time Hits                           | Simran Music Industries                           |

### Duetos
| Año  | Álbum |
| ---- | --- |
| 2011 | Don't Touch Me with Lucky Rureke Jugni with Ranjit Teji Touch Karda with Dharmvir Thandi Nagni with Shami Samplay Hathiyaar with Shinda Shonki Good Morning with Davinder Brar Dildaar with Jaspal Maan                                   |
| 2010 | Pajero with Veer Sukhwant Pind Wal Gera with K. Kashmir Jeep with Harry Mirza Dafa Hoja with Foji Ruttan with Bai Amarjit |
| 2009 | Mitran Di Vaari with Pulla Labhna Prince N Pooja with Roshan Prince Oh Kudi with Juglee J Saadgi with Rai Jujhar Doriya with Kuldeep Rasila Wrong Number with Gurvinder Brar Homegrown with Punjabi by Nature Pub Te Club with Preet Brar |
| 2008 | Poodna Returns with Preet Brar |
| 2007 | Hero with Bai Amarjit Patrol 2 with Preet Brar |
| 2006 | Ke Tere Karke with Preet Brar Safari with Kuldeep Rasila |

## Religiosos
| Año  | Álbum                               | Etiqueta |
| ---- | ----------------------------------- | -------- |
| 2011 | Guru Arjan Dev Ji[cita requerida]   | T-Series |
| 2010 | Satgur Hoye Dayal                   | T-Series |
| 2010 | Kurbaniyaan                         | T-Series |
| 2010 | Saare Kar Lou Eka Begumpura Vasauna | T-Series |
| 2008 | Nimaneya Di Laaj                    | T-Series |
| 2008 | Ek Onkar                            | T-Series |

## Filmografía
| Año  | Película                             | Etiqueta    |
| ---- | ------------------------------------ | ----------- |
| 2011 | Kurri Patole Wargi [cita requerida]  | Music Waves |
| 2010 | Kabaddi Once Again (playback singer) | T-Series    |
| 2010 | Channa Sachi Muchi                   | Tips        |
| 2010 | Panjaban: Love Rules Hearts          | Eros        |

- Datos: Q3635993
- Multimedia: Miss Pooja / Q3635993